# Myriam Jimeno Santoyo
Myriam Jimeno Santoyo (Bogotá, 1948) es una de las antropólogas más destacadas de Colombia, ha trabajado sobre las relaciones interétnicas, en particular sobre las transformaciones históricas de la política estatal indigenista; desde 1993 estudia la relación entre cultura, conflicto social y acciones de violencia, para lo cual conformó el grupo de investigación Conflicto social y violencia adscrito al Centro de Estudios Sociales CES.
Entre 1999 y 2001 investigó la relación entre cultura, violencia, cognición y emociones en los homicidios entre parejas en Brasil y Colombia. Acuñó el concepto de configuración emotiva para explorar las emociones como categorías histórico culturales que forman parte de las jerarquías de género, sostenidas en la concepción dual del sujeto (emocíón\razón).
Desde el 2009 inició el estudio de los procesos culturales que inciden en la recomposición subjetiva y de grupo de quienes han sufrido acciones de violencia política.

## Biografía
Nació en Bogotá en 1948, estudió su bachillerato en el Colegio Helvetia, y se graduó de antropóloga en la Universidad de los Andes (Colombia). Cursó su doctorado en Antropología en la Universidad de Brasilia. Tomó el Curso Indigenismo Comparado: Brasil, Argentina, Colombia, con la finalidad de  dictar las sesiones correspondientes a Colombia dentro del curso para el programa de Pós-graduação em Antropologia Social de la Universidad de Brasilia.
Entre 1973 y 2016, fue profesora Titular del Departamento de Antropología e investigadora del Centro de Estudios Sociales CES de la Universidad Nacional de Colombia.
Actualmente coordina en el CES el grupo de investigación Conflicto social y violencia (categoría A1 de Colciencias). Durante este periodo de tiempo ha sido tutora de innumerables alumnos en sus trabajos de pregrado, ha sido Jurado en múltiples Comités de Evaluación de trabajos de grado,  ha asistido a innumerables eventos científicos congresos, conversatorios, festivales de cine antropológico, simposios, seminarios, conferencias, cátedras y jornadas académicas.
Fue directora del Instituto Colombiano de Antropología e Historia ICANH en dos ocasiones (1988-1990 y 1992-1993).
Durante su Guggenheim Fellowship (2010-2011) profundizó su investigación con énfasis en el papel de la adscripción étnica india en el proceso de recomposición y su relación con los movimientos sociales de víctimas que reclaman verdad, justicia y reparación en Colombia.

## Publicaciones

### Libros
- Estado y minorías étnicas en Colombia. Myriam Jimeno y Adolfo Triana Antorveza, 1985.
- Chocó: Diversidad cultural y medio ambiente. Myriam Jimeno, María Lucia Sotomayor y Luz María Valderrama, 1995.
- Las sombras arbitrarias: Violencia y autoridad en Colombia. Myriam Jimeno, Ismael Roldán, David Ospina, Luis Eduardo Jaramillo, Sonia Chaparro y John Trujillo. 1996.
- Violencia cotidiana en la sociedad rural. En una mano en el pan y en la otra el rejo, Myriam Jimeno, I. Roldán, D. Ospina. L.E, Jaramillo, J. Trujillo y S. Chaparro. 1998.
- Crimen pasional. Contribución a una antropología de las emociones. Myriam Jimeno. 2004 .
- Unos cuantos piquetitos. Violencia, mente y cultura”. Myriam Jimeno, 2004.
- La vocación crítica de la antropología en Latinoamérica”. Myriam Jimeno,  2005
- Juan Gregorio Palechor: historia de mi vida. Myriam Jimeno. 2006.
- Naciocentrismo: tensiones y configuración de estilos en la antropología sociocultural colombiana”. Myriam Jimeno. 2007.
- Manes, mansitos y manazos: una metodología de trabajo sobre violencia intrafamiliar y sexual. Myriam Jimeno, Andrés Góngora, Marco Martínez, Carlos José Suárez. 2007.
- Las sombras arbitrarias. Violencia y autoridad en Colombia, Myriam Jimeno, Ismael Roldán, Luis Eduardo Jaramillo, 2008.
- Etnografías contemporáneas: trabajo de campo. Myriam Jimeno, Sandra Liliana Murillo, Marco Julián Martínez.  2012.
- Memorias del Simposio Perspectivas etnográficas del conflicto y la violencia: experiencias y construcciones narrativas, XIV Congreso de Antropología. Myriam Jimeno, Andrés Salcedo, Grupo Conflicto Social y Violencia Centro de Estudios Sociales CES, 2012.
- Después de la masacre: emociones y política en el Cauca indio. Myriam Jimeno, Daniel Varela y Ángela Castillo, 2015.
- Etnografías contemporáneas III: las narrativas en la investigación antropológicas. Miryam Jimeno, Carolina Pabón, Ingrid Díaz y Daniel Varela. 2016.

Su libro Juan Gregorio Palechor: historia de mi vida fue traducido por  Duke University Press.

### Capítulos en Libros
- Microhistorias de la transgresión. Max Hering y Nelson Rojas. Capítulo: Crímenes de pasión en la prensa colombiana, 2015, < http://www.myriamjimeno.com/wp-content/uploads/2011/02/Jimeno-Myriam.-Cr%C3%ADmenes-en-la-prensa-colombiana..pdf Archivado el 11 de abril de 2017 en Wayback Machine.>
- Violência, Ilegalismos e Lugares Morais. JCésar  Barreira, Jânia Perla de Aquino y Leonardo Damasceno. Capítulo: Narrativa del trauma y recomposición social. A propósito de los 12 años de la masacre del Naya, 2014.
- La Restauración Conservadora. Sierra M.,Rubén, Capítulo: Novelas de la violencia: en busca de una narrativa comparativa, 2012, <http://www.myriamjimeno.com/wp-content/uploads/2011/02/La-restauraci%C3%B3n-conservadora.pdf Archivado el 11 de abril de 2017 en Wayback Machine.>
- Estrategias metodológicas en la investigación sociojurídica. Cátedra de investigación científica. A los siete años de la masacre del Naya: la perspectiva de las víctimas”, Jimeno, Myriam, Varela, Daniel y Castillo, Ángela. 2011, <http://www.myriamjimeno.com/wp-content/uploads/2011/02/La-restauraci%C3%B3n-conservadora.pdf Archivado el 11 de abril de 2017 en Wayback Machine.>
- Mente y cultura en el crimen pasional,  Viveros, Mara, Angulo, Liliana y Molinier, Pascale, Capítulo : Y el amor… ¿cómo va?, 2009.
- A companion to Latin American Anthropology, Deborah Poole, Capítulo: Colombia: Citizens and anthropologists,  2008. <http://www.myriamjimeno.com/wp-content/uploads/2009/10/Colombia_citizens.pdf>
- Sujetos Del Dolor: Agentes De Dignidad, Francisco Ortega, Veena Das. Capítulo: Lenguaje, subjetividad y experiencias de violencia, 2008.
- Cultura y neoliberalismo. Grimson, Alejandro, Capítulo: Cuerpo personal y cuerpo político. Violencia, cultura y ciudadanía neoliberal, 2007. <http://www.myriamjimeno.com/wp-content/uploads/2009/10/cuerpo-personal_politico.pdf>
- El radicalismo colombiano en el siglo XIX, Ruben Sierra Mejía, Capítulo: Los límites de la libertad: ideología, política y violencia en los radicales”, 2006, <http://www.bdigital.unal.edu.co/1326/3/01PREL01.pdf Archivado el 11 de abril de 2017 en Wayback Machine.>
- Cultural Shaping of Violence. Victimization, Escalation, Response, Anderson, Myrdene, Capítulo: Reprimand and Respect, love and fear in experiences of violence in Colombia, 2004, <http://www.myriamjimeno.com/wp-content/uploads/2009/10/Reprimant.pdf>
- Identidade, fragmentação e diversidade na América Latina, Scott, Parry e George Zarur, Capítulo: Fragmentación social y violencia en Colombia, 2003, <http://www.myriamjimeno.com/wp-content/uploads/2011/02/fragmentacion.pdf>
- Conflicto urbano y violencia cotidiana en Colombia, Antanas Mockus, Capítulo: Elementos para un debate sobre la comprensión de la violencia, 2003.
- La formación del Estado-Nación y las disciplinas sociales en Colombia, Tocancipá, Jairo, Capítulo: La emergencia del investigador ciudadano: estilos de antropología y crisis de modelos en la antropología colombiana, 2000. <http://www.myriamjimeno.com/wp-content/uploads/2011/02/emergencia.pdf>
- Regiao E Nacao Na America Latina, George de Cerqueira Leite Zarur, Capítulo: Identidade e experiencias cotidianas de violencia, 2000.
- Etnia y Nación en América Latina. G. de Cerqueira Leite Zarur, Capítulo: Etnicidad, identidad y pueblos indios en Colombia, 1996. <http://www.myriamjimeno.com/wp-content/uploads/2011/02/etnicidad.pdf>
- Crisis Sociopolítica Colombiana. Un Análisis No Coyuntural De La Coyuntura. G. de Cerqueira Leite Zarur, Capítulo: Movimientos campesinos y cultivos ilícitos. De plantas de los dioses a yerbas malditas Colombia, , 1996.

### Estudios antropológicos
- Las sombras arbitrarias. Violencia y autoridad en Colombia (1996, en conjunto con un grupo interdisciplinario de investigación).
- En una mano el pan y en la otra el rejo. Violencia cotidiana en la sociedad rural (1998, en conjunto con un grupo interdisciplinario de investigación)
- Ciudadanías en el  límite: el caso de Kitek Kiwe en el Cauca, Beca de investigación John Simon Guggenheim 2010-2011.
- Intervención integral de la violencia intrafamiliar y sexual: conversatorios entre hombres”, Centro de Estudios Sociales CES, Departamento Administrativo de Bienestar Social del Distrito, Bogotá, 2005.

## Reconocimientos
- Premio Nacional de Investigación en Ciencias Sociales y Humanas Alejandro Ángel Escobar, por el trabajo Las sombras arbitrarias. Violencia y autoridad en Colombia. 1995.
- Premio Nacional de Periodismo CPB, CARACOL RADIO - de 1995
- Premio ESTIMULO A LA INVESTIGACION, Departamento Administrativo de Ciencia, Tecnología e Innovación, Colciencias - de 1996
- Medalla al Mérito Universitario, Universidad Nacional De Colombia - de 1997
- Mención especial por el Capítulo de Antropología de la Asociación de Egresados de la Universidad de Los Andes en Bogotá, Colombia. 2003.
- Mención de Honor Premio Iberoamericano Book Award Committee of the Latin American Studies Association LASA para el libro Crimen Pasional: Contribución a una antropología de las emociones., Latin American Studies Association LASA - de 2006
- Academia Integral Meritoria,Universidad Nacional de Colombia- Facultad de Ciencias Humanas - de 2006
- Reconocimiento a la investigación y extensión universitaria, Universidad Nacional de Colombia- Facultad de Ciencias Humanas - de 2006
- Tesis Laureada,Universidad Nacional De Colombia - Agosto de 2007
- Ganador en la Convocatoria Nacional de Investigación 2009, Modalidad: Apoyo a tesis de posgrado., Universidad Nacional De Colombia - Diciembre de 2008
- Ganador en la Convocatoria "Semilleros de Investigación" abierta por la Facultad de Ciencias Humanas, I Semestre 2008., Universidad Nacional De Colombia - Junio de 2008
- Publicación en inglés del libro Juan Gregorio Palechor: Historia de mi vida, Duke University - Julio de 2009
- Invitada de Honor al XVI Congreso de Colombianistas ¿El progreso en Colombia¿, University Of Virginia - Agosto de 2009
- Fellowship to Assist Research, John Simon Guggenheim Memorial Foundation, John Simon Guggenheim Memorial Foundation - Septiembre de 2010
- "Circulo precolombino de oro - Mejor documental social" otorgado el 29 Festival de Cine de Bogotá por el documental KITEK KIWE. NUESTRA MEMORIA. Investigación realizada por: Myriam Jimeno, Ángela Castillo y Daniel varela. Dirección: Pablo Tattay,Festival de Cine de Bogotá - Octubre de 2012
- Antropología Visible , Asociación De Egresados De La Universidad De Los Andes - Septiembre de 2014
- Huellas que inspiran, Universidad Nacional de Colombia - Sede Bogotá - Febrero de 2015
- Distinciones académicas 2015. Investigación meritoria. , Universidad Nacional de Colombia - Sede Bogotá - Septiembre de 2015
- Mención Com Louvor a Tesis de Doctorado, Fundação Universidade De Brasília - de 2001* Conversatorios CES 30 Aniversario, Universidad Nacional de Colombia - Sede Bogotá - Agosto de 2015
- Distinción académica: Investigación meritoria de la Facultad de Ciencias Humanas, Universidad Nacional de Colombia - Sede Bogotá - Septiembre de 2015.